# Bernard boltja
A Bernard boltja (eredeti cím: Black Books) 2000 és 2004 között futott brit szitkom, amelyet Dylan Moran és Graham Linehan alkotott. A sorozatot az Egyesült Királyságban 2000. szeptember 14-én Channel 4, míg Magyarországon a TV2 Comedy mutatta be 2024. március 10-én.